# Ludy Veloso
Maria de Lourdes Leão Veloso da Rocha, mais conhecida como Ludy Veloso (Rio de Janeiro, 11 de setembro de 1924 - Rio de Janeiro, 31 de julho de 1995) foi uma atriz brasileira.

## Biografia
Fez seus estudos iniciais no Colégio Sion, realizando posteriormente um Curso de Educação Física e diplomando-se Professora. Durante a Segunda Guerra Mundial realizou o curso de Voluntária Socorrista e de Defesa Passiva. 
Inicialmente trabalhou como professora e no Instituto Nacional do Café. Foi Secretária do Ministro da Fazenda por um ano e posteriormente do deputado  Benedito Valadares.
Em 1949 ingressou no Curso Prático de Teatro do Serviço Nacional de Teatro. À convite de Armando Couto juntou-se ao "elenco" de Fernando de Barros, em 1950, ao lado de nomes como Tônia Carrero, Vera Nunes e Paulo Autran. 
Sua estreia no cinema foi no filme Sai da Frente, em 1952, sendo a primeira atriz a fazer o papel da esposa de Mazzaropi, por sua atuação neste filme recebeu o Prêmio Saci Melhor Atriz Coadjuvante. Ainda em 1952 estrearia em televisão, tendo realizado trabalhos na TV Tupi e posteriormente na TV Rio. 
Em 1960 afastou-se da vida artística, mantendo uma vida longe dos holofotes.

## Filmografia

### Cinema
| Ano  | Título                   | Personagem  |
| ---- | ------------------------ | ----------- |
| 1952 | Sai da Frente            | Maria       |
| 1952 | Nadando em Dinheiro      | Maria       |
| 1953 | Destino em Apuros        | Ludy Veloso |
| 1953 | O Homem dos Papagaios    | Dona Amélia |
| 1954 | A Sogra                  | —           |
| 1954 | A Outra Face do Homem    | Catarina    |
| 1960 | Ladrão em Noite de Chuva | Esposa      |

## Teatro
- 1950 - Helena Fechou a Porta de Accioly Netto[1]
- 1951 - Os Inimigos Não Mandam Flores de Pedro Bloch[1]
- 1951 - A Porta de Clô Prado[1]
- 1951 - Fugir, Casar ou Morrer de Raimundo Magalhães Júnior[1]
- 1952 - Um Amor de Bruxa de Van Druden[1]
- 1952 - Aconteceu às 5:15 de Saint-Giniez[1]
- 1953 - Uma Mulher em Três Atos de Millor Fernandes[1]
- 1957 - A Bela Madame Vargas de João do Rio

## Prêmios e Indicações
| Ano  | Prêmio      | Indicação                | Trabalho      | Resultado | ref   |
| ---- | ----------- | ------------------------ | ------------- | --------- | ----- |
| 1952 | Prêmio Saci | Melhor Atriz Coadjuvante | Sai da Frente | Venceu    | [ 3 ] |